# Маггин, Эллиот
Эллиот С. Маггин (англ. Elliot S. Maggin; род. 14 ноября 1950) — американский писатель комиксов и телесценарист. Был главным сценаристом DC Comics в Бронзовый век комиксов и в начало современности. Наиболее известен работами, где фигурировал Супермен.
Кроме того, Маггин был членом Демократической партии США и дважды баллотировался в Палату представителей.

## Личная жизнь
В 1983 году Маггин женился на Памеле Кинг. Впоследствии они развелись в 1988 году, хотя через три года, в 1991 году, снова сошлись. В 2011 году пара снова развелась. У них двое детей: Сара и Джереми.

## Награды и признание
В 2013 году Маггин получил премию Inkpot Award за свои достижения в индустрии комиксов. В 2016 году он был награждён премией Bill Finger Award.
Такие сайты, как Comic Book Resources и ComicBook.com, назвывают Маггина одним из лучших сценаристов комиксов о Супермене за всё время.

### Комиксы

#### Continuity Comics
- Revengers Trade Issue #1 (1992)

#### DC Comics
- Action Comics #420-421, 424—431, 433—437, 440—441, 443—452, 455—460, 568, 571 (1973—1985)
- Action Comics Weekly #642 (1989)
- Batman #244-245, 248—250, 252, 254 (Robin) (1972—1974)
- Batman Family #1, 3-7 (1975—1976)
- Batman: The Blue, the Grey, and the Bat #1 (1993)
- Blackhawk Annual #1 (1989)
- DC Challenge #6 (1986)
- DC Comics Presents #87, Annual #2, 4 (1983—1985)
- DC Comics Presents: Mystery in Space #1 (Adam Strange) (2004)
- DC Graphic Novel #1 (Atari Force) (1983)
- Detective Comics #432, 436, 449—450, 455—456, 458 (1973—1976)
- Green Lantern #87, 100 (1971—1978)
- Green Lantern Corps Quarterly #5 (1993)
- Heroes Against Hunger #1 (1986)
- JLA 80-Page Giant #1 (1998)
- The Joker #4, 7-9 (1975—1976)
- Justice League International Quarterly #8-9 (1992)
- Justice League of America #117-119, 123—124 (1975)
- Kamandi, the Last Boy on Earth #49 (1977)
- Plastic Man #14 (1976)
- Secret Origins vol. 2 #38 (Speedy); #50 (Johnny Thunder) (1989—1990)
- Secrets of Haunted House #24 (1980)
- The Shadow Strikes #20 (1991)
- Shazam #2-6, 9-13, 16, 18-20 (1973—1975)
- Showcase '93 #8 (1993)
- Starfire #3-5 (1976—1977)
- Strange Sports Stories #3, 6 (1974)
- Superman #247, 251, 257, 260, 262—268, 270—271, 273—277, 279—280, 282—283, 285—287, 290, 292—293, 295—300, 302, 376, 390—392, 394—395, 400, 411, 414, 416—417, 419—420, Annual #9-10 (1972—1986)
- The Superman Family #165, 168, 171, 174, 177 (Supergirl) (1974—1976)
- Tarzan Family #66 (1976)
- Time Warp #5 (1980)
- Total Recall #1 (1990)
- The Unexpected #208 (1981)
- Unknown Soldier #219 (1978)
- Welcome Back, Kotter #1-2 (1976—1977)
- Wonder Woman #214, 216—217, 225 (1974—1976)
- World's Finest Comics #210, 213, 255 (1972—1979)

#### Marvel Comics
- Generation X '97 #1 (1997)
- The Incredible Hulk #230 (1978)
- Marvel Classics Comics #26 (The Iliad) (1977)
- The Spectacular Spider-Man #16 (1978)

### Романы
- Superman: Last Son of Krypton (1978, 238 страниц, ISBN 978-0446823197)
- Superman: Miracle Monday (1981, 205 страниц, ISBN 978-0446911962)
- Generation X (1997, 288 страниц, ISBN 978-1572972230)
- Kingdom Come (1998, 352 страницы, ISBN 978-0446522342)

## Фильмография

### Телевидение
- Бэтмен (1992)
- Люди Икс (1993)
- Человек-паук (1996)